# 13e eeuw
De 13e eeuw (van de christelijke jaartelling) is de 13e periode van 100 jaar, dus bestaande uit de jaren 1201 tot en met 1300. De 13e eeuw behoort tot het 2e millennium.

## Langjarige gebeurtenissen en ontwikkelingen
Opkomende handel

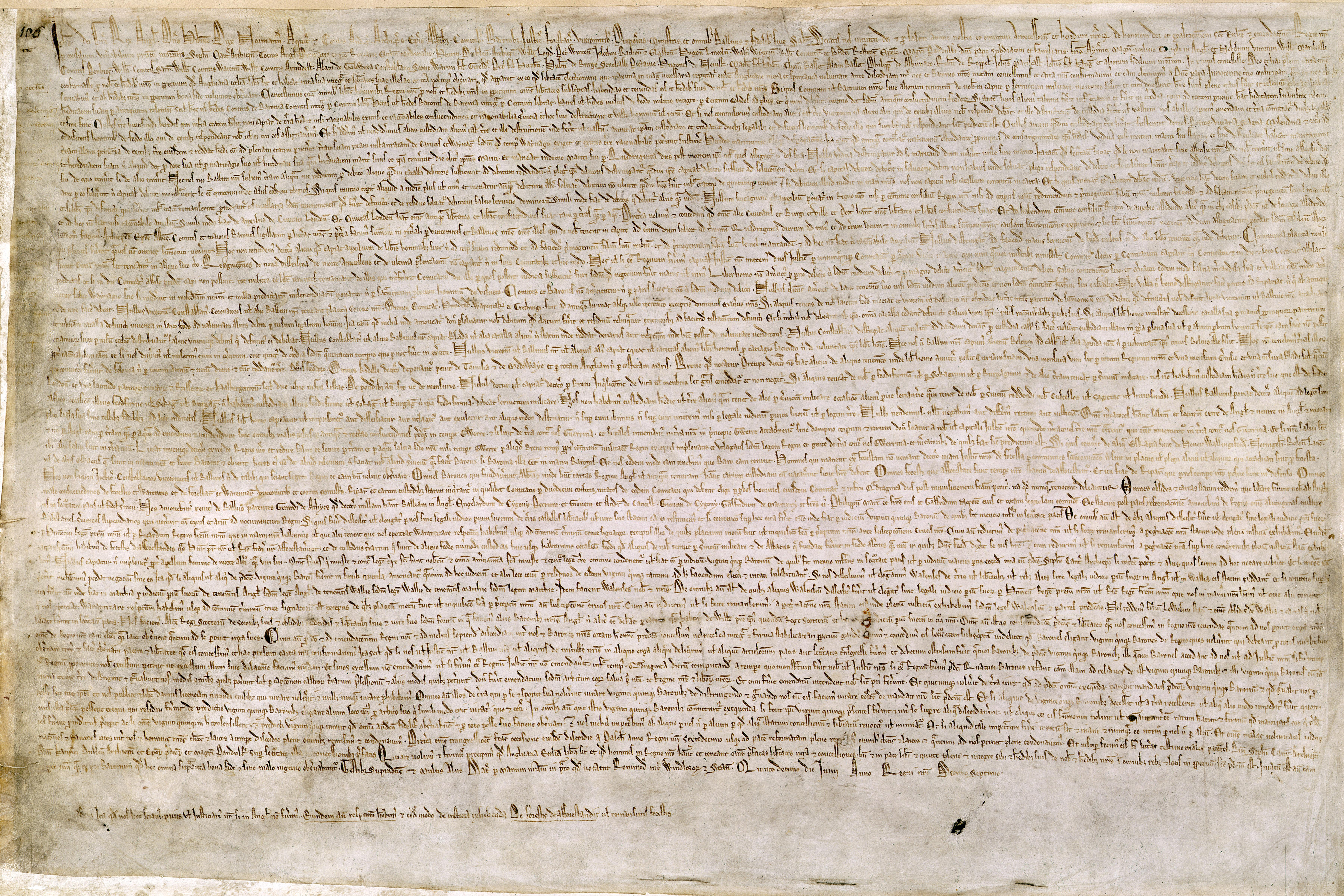
De Magna Carta uit 1215

- In de 13e eeuw zijn de markten van Champagne de belangrijkste jaarmarkten van Europa. De kooplieden uit de Italiaanse stadstaten ontmoeten er die van de Hanze der XVII steden.
- Door de toenemende handel wordt de vraag naar waardevaste munten groter. Keizer Frederik II van Hohenstaufen van het Heilige Roomse Rijk laat in 1231 in Brindisi gouden munten slaan, de Augustalis. Daaropvolgend gaan de florerende republieken Venetië en Florence eveneens gouden munten slaan, maar dan in grotere aantallen. Een andere nieuwe munt met grote internationale verspreiding is de groot, Italiaans Grosso, Duits Groschen, die in het Karolingische geldsysteem een halve denir waard is.
- De wisselbrief wordt ingevoerd door Noord-Italiaanse handelaars/ondernemers. De snelle evolutie van de handel vereist namelijk een beter en veiliger betalingsmiddel en daarenboven de mogelijkheid tot opname van krediet. Dit maakt het mogelijk dat de handelaar niet meer met zijn handelswaar mee moet reizen maar alles vanuit zijn handelskantoor kan coördineren.
- De ontdekkingsreiziger Marco Polo brengt de wereld van het Verre) Oosten in contact met het Westen.

Europa
- In Engeland beginnen hof en adel te verengelsen. Met de Magna Carta begint de Engelse weg naar democratie en mensenrechten.
- Onder koning Eduard I van Engeland wordt het parlement uitgebreid met de lagere standen. Het Paleis van Westminster wordt het regeringscentrum en Wales wordt onderworpen. De heerlijkheid Ierland staat vanaf 1199 direct onder de Engelse kroon en krijgt in 1216 zijn eigen Magna Carta Hiberna.  Schotland wordt enkele malen verslagen, maar niet onder blijvende controle gebracht.
- Machthebbers gaan elkaar brieven sturen in plaats van geschenken. Wel hebben zij onderdanen, vooral priesters, nodig om die te schrijven en voor te lezen.
- Op verzoek van het Engelse parlement moeten de Joden het land verlaten, ze moeten tot aan hun vertrek een gele ster dragen.
- De Franse regering stelt een zoutaccijns in, later aangevuld met een bieraccijns en graanbelasting, om een staand leger te kunnen onderhouden. De belasting komt in plaats van de heffingen in tijden van oorlog.
- De Sturlungaöld is de periode dat het Gemenebest van IJsland wordt verscheurd door stammenstrijd. De clans zoeken steun bij de Noorse koning, en in 1262 vestigt koning Haakon de Oude van Noorwegen zijn soevereiniteit over het eiland.
- Het Tweede Bulgaarse Rijk bereikt zijn hoogtepunt onder de koningen Kaloyan en Ivan Asen II.
- De Reconquista vordert naar het zuiden. In 1212 breken de Spaanse vorsten de macht van de Almohaden, en in 1236 wordt Córdoba veroverd.

Kruistochten
- De Albigenzische Kruistochten leidt tot de inlijving bij Frankrijk van het graafschap Toulouse, het graafschap Nizza en andere zuidelijke staatjes. De eigen identiteit van het zuiden blijft voortleven in het Occitaans.
- Constantinopel wordt in 1204 veroverd en geplunderd door de kruisvaarders van de Vierde Kruistocht. Ze stichten het Latijnse Keizerrijk en brengen het gebied weer onder het gezag van de paus. In 1261 wordt de stad veroverd door de Paleologen. Met het Byzantijnse Rijk als grote mogendheid is het echter definitief gedaan.
- De Duitse Orde groeit in de eerste helft van de eeuw via door keizer en paus toegelaten schenkingen uit tot een politieke factor van groot belang. De Baltische Kruistochten brengen naast politieke onderwerping ook culturele assimilatie voort, in de eerste plaats natuurlijk de kerstening waarom zij (in naam) begonnen zijn, maar ook germanisering. De economische ondergeschiktheid aan de nieuwe Germaanstalige adel laat zich vatten in het woord horigheid zoals die in Midden- en West-Europa reeds bestaat.

Midden-Oosten
- De Vierde, Vijfde, Zevende, Achtste en de Alexandrijnse Kruistocht worden allemaal op Egyptisch grondgebied uitgevochten, met tijdelijke overwinningen en verliezen als gevolg. Het levert uiteindelijk niets op voor de kruisvaarders: rond 1291 wordt het laatste grote kruisvaardersbolwerk Akko veroverd en het Heilig Land vervalt aan de strijdkrachten van de mammelukken.
- Onder leiding van Dzjengis Khan veroveren de Mongolen grote delen van de islamitische wereld. Hulagu’s belegering en vernietiging van Bagdad in 1258 wordt gezien als het einde van het gouden tijdperk van de islamitische wereld. Latere Mongoolse leiders en veroveraars verwoesten nog meer steden, waarbij veel bibliotheken en Madrassa’s verloren gaan.

Azië
- De Mongolen veroveren het huidige Rusland en maken de vorstendommen schatplichtig en onderhorig.
- Mongolen veroveren onder leiding van Dzjengis Khan en zijn opvolgers Oost-Europa, Noord-Azië en China. de Mongool Koeblai Khan verenigt de drie Rijken van China en sticht de Yuan-dynastie. De verwoestingen van de Mongoolse veroveringstochten leiden tot een grote daling van de Chinese bevolking. Eind van de eeuw telt China nog slechts 60 miljoen inwoners, een halvering vergeleken met een eeuw eerder.
- De grote onrust in Japan tijdens de Kamakuraperiode versterkt bij veel mensen de noodzaak om hun heil te zoeken in het geloof. Dit komt het boeddhisme ten goede. Er ontstaan twee nieuwe stromingen: Jodo shu en Zen. Het klooster bij de berg Hiei verkrijgt grote politieke macht.
- Het koninkrijk Sukhothai, aanvankelijk een onderdeel van het grote Khmer-rijk, verklaart zich in 1238 onafhankelijk. Deze gebeurtenis wordt doorgaans gezien als de stichting van de moderne Thaise natie, hoewel rond dezelfde tijd andere Thaise koninkrijken worden gesticht, zoals Lanna, Phayao en Chiang Saen.

Scheepvaart en handel
- Stadstaten als Florence, Venetië en Genua worden schatrijk door hun handel met de Levant.
- De Hanze ontwikkelt uit het Vikingschip de kogge, terwijl de Portugezen de eerste karvelen bouwen voor de kustvisserij.
- Uitvinding van het magnetisch kompas.

Nederlanden
- Vijandige tegenstelling binnen het graafschap Vlaanderen tussen de Fransgezinde leliaards en de graafgezinde klauwaards.
- cisterciënzers verrichten grote landontginningen en inpolderingen.
- Vier grote stormvloeden en overstromingen in vijftig jaar leiden ertoe dat er twee grote binnenzeeën in Nederland ontstaan, namelijk de Zuiderzee en de Waddenzee.
- Graaf Floris IV van Holland bouwt het Binnenhof in Den Haag, dat door zijn opvolgers wordt uitgebreid met de Hofkapel en de Ridderzaal.

Economie
- In de Brabantse Kempen wordt begonnen met de turfwinning.
- De moernering wordt een bloeiende industrie in de Lage Landen. Het in Zeeland en westelijk Noord-Brabant gewonnen zout kan gemakkelijk concurreren met steenzout en het vindt in de Vlaamse steden een gewillig afzetgebied.
- Op de afzetmarkten van het Brugse laken, Italië, Normandië en Engeland, vindt steeds meer eigen productie plaats. De Brugse lakenwevers gaan zich daarom richten op meer verfijnde en gespecialiseerde producten voor hun exportmarkt.

Recht
- De laten worden weer helemaal vrij.
- Introductie van scheiding van tafel en bed om de onontbindbaarheid van het huwelijk te omzeilen. Het huwelijk houdt feitelijk op te bestaan, maar hertrouwen is onmogelijk.

Stad en land
- Gent behoort tot de grootste steden van Europa en wordt bestuurd door de 39 Gentse schepenen, gekozen uit de patriciërsgeslachten.
- Drenthe en Groningen worden feitelijk zelfstandig na de nederlaag van de bisschop van Utrecht in de slag bij Ane in 1227, terwijl Vollenhove, Salland en Twente de bisschop overwegend trouw blijven.
- In Friesland worden diverse vaarten en grachten aan elkaar verbonden. Hierdoor ontstaat een doorgaande vaarroute (die loopt van Stavoren en Bolsward tot Dokkum en Leeuwarden). Enkele van deze vaarten zijn de Geeuw en de Sneeker Oudvaart. Men noemt deze lange vaart Magna Fossa (Grote Gracht).
- Halverwege de eeuw beginnen de Westfriezen steeds meer gebieden te verbinden met dijken. In de loop van de tijd worden dijken met elkaar verbonden tot een stelsel dat nu bekendstaat als de Westfriese Omringdijk.
- Formalisering van de marken, lokale bestuurseenheden van boeren gericht op het beheer van de gemeenschappelijke gronden.
- De Hollandse Waard ontstaat na afdamming van de Maas bij Heusden en Maasdam, en het aanleggen van een ringdijk. In 1283 is de ring gesloten.

Kunsten
- De romanogotiek vormt de overgang van de Romaanse bouwstijl naar de gotiek. De stijl vindt vooral toepassing in de kerkbouw. De wedloop in Noord-Frankrijk om de hoogste kathedraal te bouwen bereikt zijn uiterste grens bij de bouw van de kathedraal van Beauvais. Het koor wordt in 1272 voltooid, en heeft dan een hoogte van 47 meter (de kathedraal van Amiens, tot dan toe de hoogste, heeft een hoogte van 42 meter).
- Hoogtepunt van de minnezang, waarin de hoofse liefde volgens vaste patronen wordt bezongen. Een bekend voorbeeld van de

hoofse literatuur is de Arthurroman.
- Het motet is een polyfone muzikale vorm, die met name in de Nederlanden en Frankrijk vanaf 1220 à 1230 zeer snel opgang maakt. Het middeleeuwse motet bestaat uit een clausula met een tekst, die het memoriseren van de melodie zou  vereenvoudigen.

Sport
- Jaarlijks houden gondeliers in Venetië de regata storica: een race tussen gondels op het Canal Grande vanaf de Piazza San Marco.
- Op kruistocht in Palestina raakt keizer Frederik II in de ban van de valkenjacht. Hij brengt valken en valkeniers mee terug naar Duitsland en schrijft een boek over de sport, die zich daarna snel verspreidt over de Europese hoven.
- Uit een tekst van Jacob van Maerlant wordt opgemaakt, dat in de 13e eeuw reeds colf wordt gespeeld in de Lage Landen.

Wetenschap
- In 1259 wordt op een heuvel ten westen van de stad Maragha een sterrenwacht gebouwd door de astronoom Nasir al-Din al-Toesi. De sterrenwacht is hem aangeboden door de Hulagu als dank voor Toesi's hulp bij de verovering van Bagdad (1258). De sterrenwacht, die gebouwd is als een citadel, heeft een oppervlakte van 340 x 135m. Aan de academie die ermee verbonden is, werken naast Perzen ook Armeniërs, Georgiërs en Chinezen. In de bibliotheek bevinden zich zo'n 40.000 boeken. De astronomen bepalen de precessie van de equinoxen een stuk nauwkeuriger dan voorheen en komen uit op 51 boogseconden per jaar (is 50.3 boogseconden).
- Stichting van universiteiten in Engeland, Spanje, Frankrijk en vooral Italië.
- Rond het midden van de eeuw stelt Vincent van Beauvais, dominicaan en bibliothecaris van Lodewijk de Heilige, een algemeen wetenschappelijke encyclopedie samen, het Speculum Maius. Het werk is verdeeld in drie delen: Speculum Naturale, Speculum Doctrinale en speculum Historiale.
- De Kroniek van Bloemhof wordt geschreven door drie opvolgende abten van het gelijknamige klooster, en geeft inzicht in de geschiedenis van de Groninger Ommelanden in deze eeuw.
- Het genre van de rijmkroniek in de volkstaal ontstaat in het midden van de 13e eeuw op de kloosterscholen van Egmond, Gent en Brugge.

Godsdienst
- Met de vervolging van de Katharen begint de Inquisitie, het kerkelijk onderzoek tegen ketters.
- Stichting van de bedelorden de franciscanen en de dominicanen. Deze laatste orde verbreidt zich snel, met name in de universiteitssteden. Ook de filosofen Albertus Magnus en Thomas van Aquino treden toe. Enige predikheren reizen naar Mongolië om de khan te winnen. Willem van Rubroeck bestudeert op zijn beurt in Mongolië het boeddhisme.
- Vanaf de vroege 13e eeuw zijn er begijnen, en vanaf het tweede kwart van de eeuw worden er in de lage landen begijnhoven gesticht, vaak van officiële zijde (bijvoorbeeld door de gezusters Johanna en Margaretha van Constantinopel). Het kerkelijk instituut staat zeer argwanend tegenover wat in de begijnhoven leeft en geleerd wordt en tegen hun bestaan zelf, waarmee vooral vrouwen zich buiten de kloosters houden, en derhalve aan de controle ontsnappen.
- Begin 13e eeuw ontstaat de huidige hoofdstukindeling van de Bijbel, die aan Stephen Langton, de latere aartsbisschop van Canterbury wordt toegeschreven. Midden 13e eeuw vervaardigen Dominicanen te Parijs onder leiding van Hugo van Saint Cher verschillende deelconcordanties die uiteindelijk resulteren in de eerste min of meer volledige Bijbelconcordantie.
- Aan de Universiteit van Parijs ontstaat een tegenstelling als Zeger van Brabant er het Aristotelische denken introduceert in navolging van Averroes. Als zijn conclusies niet stroken met de Christelijke geloofsleer, spreekt hij van een "dubbele waarheid". Thomas van Aquino en Albertus Magnus keren zich tegen deze vrijmoedigheid.
- De Dominicanen Thomas van Aquino en Albertus Magnus plaatsen de christelijke geloofswaarheden in het licht van de Aristotelische filosofie, zoals die tot hen is gekomen door de rechtstreekse vertaling van Willem van Moerbeke. Zo vernieuwen ze de westerse filosofie en de natuurwetenschappen.
- Sacramentsdag wordt vanaf de late middeleeuwen een populaire feestdag, te beginnen in het bisdom Luik vanaf circa 1246, waar Juliana van Cornillon zich heeft beijverd voor de verering van het Heilig Sacrament. Vanaf 1252 blijkt het in diverse (West-) Duitse gebieden reeds een verplichte feestdag te zijn.
- Het gebruik ontstaat om steden, gilden enzovoort een schutspatroon te geven. Kinderen krijgen in plaats van de Germaanse voornamen van hun voorouders een naam uit de Heiligenkalender.
- Na het overlijden van zijn vader Celaleddin vestigt Jalal ad-Din Rumi zich in 1240 definitief in Konya. Hier sticht hij een soefi-orde van religieuze dansers, waarbij hij elementen uit de islam, het christendom en het boeddhisme verenigt. Rumi's klooster heeft een grote aantrekkingskracht op vele van zijn volgelingen. Een van de belangrijkste regels volgens het leven van de derwisjen is de sema. Tijdens deze rituele dans draaien de monniken, gekleed in de karakteristieke gewaden en taps toelopende fez (hoed), steeds sneller in het rond, waardoor zij in extase raken en zo hun ziel met het allerhoogste kunnen verenigen. Ook kenmerkend voor de Soefi is het in trance opsommen van de 99 Schone Namen van God. Een andere vooraanstaande Soefileider is Hadji Bektasj Veli.
- De Zohar is een verzameling commentaren op de Thora en wordt veelal beschouwd als het belangrijkste werk van de joodse mystiek, de zogeheten kabbalistiek. Het bevat een discussie over de natuur van God, de oorsprong en de structuur van het universum, de natuur van de ziel, zonde, vergeving, goed en kwaad en gerelateerde onderwerpen.
- De Servisch-Orthodoxe Kerk wordt autocefaal.

Recht en bestuur
- Verschijnen van de Saksenspiegel, een rechtsboek met de optekening van het gewoonterecht in de volkstaal. Het boek krijgt groot gezag in de rechtspraak, ook buiten de Saksenlanden.
- Bij de handhaving van het gewoonterecht ontstaat het onderzoeksmiddel van de turbe. De vierschaar vraagt aan tien wijzen hoe de omstreden regel van oudsher heeft geluid.
- Vele plaatsen krijgen in deze eeuw stadsrechten. Ze mogen zich ommuren, markt houden en een eigen rechtstelsel aannemen.
- Groningen en Friesland hebben eigen rechtstelsels, met de grote hereboeren als roulerende rechters. Deze heren bouwen zich een steenhuis (Groningen) of stinze (Friesland), vanwaaruit ze zich zo nodig kunnen verdedigen.
- In het graafschap Holland ontstaan de eerste waterschappen met door de graaf goedgekeurde reglementen. Grondbezitters zijn verplicht bij te dragen aan het onderhoud van dijken.

Militair
- Stokwapens worden opgenomen in de algemene bewapening der voetsoldaten. Onder stokwapens worden de op lange houten stokken of schachten gemonteerde wapens verstaan, die hoofdzakelijk om te houwen worden gebruikt. Maar steken kan men er ook mee. Het bekendste stokwapen is de hellebaard.
- Bekende slag- en stootwapens zijn de goedendag, de morgenster en de strijdvlegel.

Innovatie
- Het steenbakken wordt weer opgepakt door kloostermonniken. De eerste vermeldingen van bakstenen verwijzen naar Veurne (Ter Duinen in 1215), Lissewege (Ter Doest in 1225), Hemiksem (Sint-Bernardusabdij in 1246). Men sprak dan al gauw van ‘kloosterstenen’ of ‘kloostermoppen’.

## Andere belangrijke personen van de 13e eeuw
- Dante Alighieri
- Dzjengis Khan
- Thomas van Aquino

<< · 1200-1209 · 1210-1219 · 1220-1229 · 1230-1239 · 1240-1249 · 1250-1259 · 1260-1269 · 1270-1279 · 1280-1289 · 1290-1299 · >>
<< · 11e · 12e · 13e · 14e · 15e · 16e · 17e · 18e · 19e · 20e · >>